# Paracaesio caerulea
Paracaesio caerulea es una especie de peces de la familia Lutjanidae en el orden de los Perciformes.

## Morfología
• Los machos pueden llegar alcanzar los 50 cm de longitud total.

## Hábitat
Es un pez de mar de clima subtropical.

## Distribución geográfica
Se encuentra al sur del Japón, Taiwán e Islas Chesterfield.

## Uso comercial
Se comercializa fresco.